# Adriana Bento
Adriana Bento Buczmiejuk (São Paulo, 20 de abril  de 1970) é uma ex-voleibolista  indoor e também de  vôlei de praia, que  disputou a edição dos Jogos Pan-Americanos de 1999 em Winnipeg e das edições do Campeonato Mundial de Vôlei de Praia de 1997 e 1999,  Estados Unidos e França, respectivamente. Foi tricampeã de etapas do Circuito Sul-Americano de Vôlei de Praia, uma das conquistas foi  ano de 1999 no Chile. Atualmente exerce a função de treinadora, radicada no Canadá.

## Carreira
Adriana foi atleta do voleibol indoor por doze anos, integrou o elenco dos clubes: SC Corinthians Paulista, EC Banespa,  CR Flamengo, NEC do Brasil, Translitoral/Guarujá na jornada 1992-93, também  o  Jundiaí/Interlife  e  Unimed/Sport Juiz de Fora, neste último permaneceu até 1995, quando dedicou-se inteiramente ao vôlei de praia.
Em 1992 já iniciava no vôlei de praia, mas sua estreia no Circuito Mundial foi na temporada de 1995-96 ao lado de Luciana “Lu” Sertic, alcançando o  vigésimo quinto lugar no Aberto de Santos.
Na temporada  de 1996 formou dupla Karina Lins  nas etapas do Circuito Mundial e alcançaram: as nonas colocações nas Séries Mundiais de Maceió e Recife, a trigésima terceira colocação na Série Mundial de Hermosa, as quintas colocações nas Séries Mundiais de Espinho e Salvador, mesmo posto obtido no Grand Slam de Carolina (Porto Rico), além do sétimo lugar na Série Mundial de Ostende.
Ao lado de Karina Lins participou do torneio amistoso Fanta Open de 1997 e o Circuito Mundial do mesmo ano, e alcançaram na etapa deste a sétima posição no Aberto do Rio de Janeiro, depois no mesmo circuito competiu ao lado de Ana Richa, alcançando o décimo terceiro lugar no Aberto de Salvador, o nono lugar no Aberto de Osaka e o quinto lugar no Aberto de Pusan, ainda participou com esta atleta da edição do Campeonato Mundial de Vôlei de Praia, sediado em Los Angeles, Estados Unidos, ocasião que finalizaram na nona colocação.
Em 1998 continuou ao lado de Ana Richa, juntas alcançaram pelo Circuito Mundial o nono lugar nos Abertos do Rio de Janeiro e Espinho, o décimo sétimo lugar no Aberto de Marseille e o décimo terceiro lugar no Aberto de Toronto e ao lado de Mônica Rodrigues a nova posição no Aberto de Osaka e o décimo terceiro lugar no Aberto de Dalian, mesmo posto obtido no Aberto de Salvador ao lado de Jaqueline Silva.
E pelo Circuito Brasileiro Bando do Brasil de Vôlei de Praia de 1998 conquistou ao lado de  Mônica Paludo o quarto lugar  na etapa de Vitória e a quarta posição geral da temporada. Integrou a equipe mista azul para o Desafio Brasil x Estados Unidos de Volley Four Misto,na Praia de Camburi em Vitória, Espírito Santo, jogou ao lado de Alemão,  Benjamin Insfran e Mônica Paludo.
Na temporada de 1999 pelo Circuito Mundial, disputou  ao lado de Mônica Paludo , e alcançaram a trigésima terceira posição nos Abertos de Acapulco e Toronto, a décima terceira colocação nos Abertos de Salvador, e Dalian, e quinta colocação na edição dos Jogos Pan-Americanos de Winnipeg, tendo como melhor resultado na jornada o título da etapa Challenger de Portici na Itália, nesta mesma jornada disputaram a edição do Campeonato Mundial de Vôlei de Praia em Marseille, na qual obtiveram a nona posição.
Ainda em 1999 foi campeã da etapa de Vinã del Mar, Chile,  válida pelo Circuito Sul-Americano  ao lado de Mônica Paludo e posteriormente alcançou o tricampeonato neste mesmo circuito.No torneio Rei e Rainha da Praia de 1999 ficou na terceira colocação, casou-se no final de 1999  com  Maurício Buczmiejuk  e mudou-se do Rio de Janeiro e retornou a suas origens em São Paulo.
No Circuito Mundial de 2000, retomou a parceria com Jaqueline Silva, e finalizaram na nona posição no Aberto de Vitória,  o décimo terceiro posto nos Aberto de Rosarito e Toronto, o sétimo lugar no Aberto de Cagliari.Ainda por este circuito, disputou ao lado de Magda Lima a etapa do Aberto de Fortaleza, quando obtiveram o quinto lugar.
Novamente foi terceira colocada no torneio Rei e Rainha da Praia em 2000.Após etapas do Circuito Mundial de 2000 desfez a parceria com Jaqueline Silva,  e caso não encontrasse uma nova parceira pretendia voltar temporariamente para o voleibol indoor e atuar na posíção de líbero em clube de São Paulo,  época que ocupava a sétima posição no ranking individual nacional; e  isto de fato ocorreu, sendo contratada pelo BCN/Osasco para disputar a Copa São Paulo de 2000.
Na temporada de 2001, atuou ao lado de Patrícia Melo  no correspondente Circuito Mundial, quando finalizaram na décima sétima posição no Aberto de Gstaad, décimo terceiro lugar no Aberto de Macau e nono lugar no Aberto de Cagliari; nesta mesma temporada competiu também com  Cláudia Oliveira Laciga e foram as quintas colocadas no Aberto de Fortaleza.
Disputou a quinta etapa do Circuito Banco do Brasil de 2001 ao lado de Magda Lima, realizada em Goiânia, sendo semifinalistas e alcançaram o vice-campeonato e quartas colocadas na etapa de Cuiabá, e  alcançaram a décima terceira posição na etapa de Brasília; já na etapa de Niterói ao lado de Patrícia Melo, ocupando a nona colocação, mesmo posto obtido nas etapas de  Curitiba, Porto Alegre, Campo Grande, ao lado desta jogadora disputou a oitava etapa que foi  em Uberlândia.
Disputou as finais do torneio Rei e Rainha da Praia em 2001.Com Patrícia Melo disputou o I Circuito de Vôlei de Praia Tess / ondefor.com e sagraram-se vice-campeãs.
Ainda pela temporada de 2001, anunciou parceria com Ida Álvares para disutar a etapa de São Paulo, com esta atleta disputou ainda e etapa de Vitória, depois desfez a dupla e passou a jogar com na décima segunda etapa em Fortaleza ao lado de Joelma Perandre; na etapa de João Pessoa competiu com Cláudia Oliveira Laciga chegando as semifinais e disputaram a décima quinta etapa realizada em Maceió.
Participou do Grand Slam de  Salvador, décima sexta etapa do Circuito Banco do Brasil de 2001 ao lado de Elaine Bezerra. Conquistou a quarta colocação da Copa Samsung de Volley Four, realizada na Praia de Icaraí, Niterói, na ocasião que representando a Seleção de São Paulo, atuando ao lado de Patrícia Melo, Val Leão e Ana Richa.
Em 2002 disputou a quarta etapa da Copa Samsung de Volley Four, realizada na Praia do Guarujá, na ocasião que representa a Seleção de São Paulo, jogando com Patrícia Melo,Val Leão e Ana Richa, sagrando-se  campeã, ainda em janeiro deste ano anunciou gravidez de seu primeiro filho, e com quatro meses de gestação se afastou as areias apos a disputa da quinta  e última etapa da Copa Samsung de Volley Four, realizada na Praia de Internacional, em Florianópolis, na ocasião que representa a Seleção de São Paulo, jogando com Patrícia Melo, Val Leão e Ana Richa  conquistaram o vice-campeonato, em julho nasceu Sophie sua primeira filha.
Após o nascimento de seus filhos, ficou dois anos de inatividade no vôlei de praia, em 2004 ocorreu o nascimento de Arthur, e no ano seguinte foi aconselhada por um amigo a retomar a carreira ao lado de Cristine Santanna (Cris ou Saka) e disputaram a etapa de Manaus pelo Circuito Banco do Brasil Challenger de 2005 e no mesmo circuito atuaram na etapa de Rio das Ostras.
Em 2006 jogou com Liliane Maestrini o qualifying etapa de Joinville do Circuito Banco do Brasil; e na  etapa de Guarulhos disputou o qualifying  do Circuito Banco do Brasil ao lado de Michelle "Chell", depois pelo mesmo circuito atuou com Gisele Gávio na disputa do qualifying em Curitiba.
Na temporada de 2009 jogou com Gabby Baeta pelo Circuito Estadual Banco do Brasil na etapa do Rio de Janeiro. Na temporada seguinte jogou ao lado de Bia Souza na etapa de São José dos Campos pelo Circuito Banco do Brasil, também n qualifying da etapa de Balneário Camboriú.
Em 2010 iniciou a carreira de treinadora de duplas de vôlei de praia no exterior, precisamente em Toronto, Canadá, na Universidade de Toronto, e foi técnica das duplas que competiram na sexta edição do Campeonato Mundial Universitário de 2012 em Maceió alcançando a décima terceira colocação com a dupla canadense de  Julia Hamer e Caleigh Whitaker e o décimo sétimo com a dupla Kayla Ng e Alexandra Hudson.
Continuou como técnica das duplas canadenses na edição dos Jogos Pan-Americanos de Toronto de 2015, alcançando a quarta colocação com a dupla Taylor Pischke e Melissa Humana-Paredes e renovou com o Canadá para treinar as duplas deste país na temporada de 2017.Mãe do jogador de voleibol indoor Arthur Bento Buczmiejuk.

## Títulos e resultados
- Etapa Challenger de Portici:1999[6]
- Etapa de Viña del Mar do Circuito Sul-Americano de Vôlei de Praia:1999[17]
- Circuito Brasileiro Banco do Brasil:1998[11]
- Etapa de Goiânia do Circuito Brasileiro Banco do Brasil: 2001[27]
- Etapa de Cuiabá do Circuito Brasileiro Banco do Brasil:2001[27]
- Etapa de Vitória do Circuito Brasileiro Banco do Brasil:1998[10]
- Etapa de Guarujá da Copa Samsungl:2002[43]
- Etapa de Florianópolis da Copa Samsung:2002[45]
- Etapa de Niterói da Copa Samsungl:2001[41]
- Circuito de Vôlei de Praia Tess /Ondefor.com:2001[29]

## Premiações Individuais
- 3º lugar do Torneio Rainha da Praia de 2000[18]
- 3º lugar do Torneio Rainha da Praia de 1999[18]